# 幻方量化
幻方量化（英語：High-Flyer）是一家总部位于中國浙江省杭州市的对冲基金、量化基金和人工智能公司，成立于2015年。

## 历史
幻方量化成立于2015年，由三名畢業於浙江大学的工程师创立。
2017年，幻方量化开始基于机器学习進行交易，並宣称实现投资策略全面AI化。
2021年底，由於幻方量化旗下產品业绩不佳，其旗下100余款产品业绩下跌逾10%，造成投資者资产损失，幻方量化特地發表聲明表示歉意。隨後幻方量化逐渐降低其资金管理规模。
2023年7月17日成立人工智能公司深度求索。2025年1月发布的DeepSeek-R1模型引起国际关注和报道。